# Joe Scarpa
Joseph Luke Scarpa (Nutley, Nueva Jersey; 4 de octubre de 1928 - Griffin, Georgia; 3 de abril de 2012) fue un luchador profesional estadounidense, más conocido por su famoso nombre en el cuadrilatero, Chief Jay Strongbow.

## Carrera

### National Wrestling Alliance (1947-1970)
La carrera de Strongbow comenzó en 1947, usando su nombre de pila Joe Scarpa. Scarpa fue un destacado en los territorios de Georgia y Florida de la National Wrestling Alliance en toda la década de 1950 y 1960, ganando varios campeonatos y así convertirse en un sólido favorito de los fanes.

### World Wide Wrestling Federation (1970-1977)
En 1970, estaba trabajando para la World Wide Wrestling Federation de Vincent J. McMahon y fue conocido hasta ahora como Chief Jay Strongbow.

### Big Time Wrestling (1977)
Strongbow también compitió pora la promoción Big Time Wrestling de The Sheik en Detroit. Tuvo una pelea memorable con "Bulldog" Don Kent, que culminó en un "shark cage match" en 1977. Strongbow y Kent pelearon en el interior de una jaula de tiburones pequeños, siendo el primer hombre en escapar declarado ganador. Con una asistencia de su compañero favorito  Mark Lewin, Strongbow fue capaz de escapar de la jaula de tiburones victorioso.

### World Wrestling Federation (1979-1983)
En 1979, peleó con Greg "The Hammer" Valentine, donde Strongbow se rompió la pierna. 
Los dos hicieron la guerra en todo el circuito de la WWF, incluyendo un "Indian Strap match" en el Madison Square Garden el 30 de julio de 1979.

## Muerte
Scarpa murió el 3 de abril de 2012 a la edad de 83 años.

## En lucha
- Movimientos finales
  - Tomahawk Chop[5] (Overhead chop)
  - Indian deathlock[5]

- Movimientos de firma
  - Armbar
  - Bow and arrow stretch
  - Inverted atomic drop
  - Knee drop
  - Lou Thesz press
  - Running knee lift[2]
  - Sleeper hold[2]

## Campeonatos y logros
- Championship Wrestling from Florida

- NWA Brass Knuckles Championship (Florida version) (2 veces)
- NWA Florida Heavyweight Championship (1 vez)
- NWA Southern Tag Team Championship (Florida version) (3 veces) — con Jose Lothario
- NWA World Tag Team Championship (Florida version) (1 vez) — con Don Curtis

- Gulf Coast Championship Wrestling

- NWA Gulf Coast Heavyweight Championship (1 vez)
- NWA Southern Tag Team Championship (Gulf Coast version) (1 vez) — con Lee Fields

- NWA Mid-America

- NWA Mid-America World Tag Team Championship (3 veces) — con Lester Welch (2) y Alex Pérez (1)

- Mid-South Sports

- NWA Georgia Heavyweight Championship (1 vez)
- NWA Macon Tag Team Championship (1 vez) — con El Mongol
- NWA World Tag Team Championship (Georgia version) (1 vez) — con Don Curtis

- Professional Wrestling Hall of Fame and Museum
  - (Class of 2009)[2]

- World Wrestling Council

- WWC Caribbean Heavyweight Championship (1 vez)

- World Wide Wrestling Federation / World Wrestling Federation

- WWWF / WWF Tag Team Championship (4 veces) — con Sonny King (1), Billy White Wolf (1), y Jules Strongbow (2)
- Salón de la Fama (1994)